# 新月箭天竺鯛
新月箭天竺鯛（學名：Rhabdamia novaluna），為輻鰭魚綱鈎頭魚目天竺鯛科箭天竺鯛屬下的一個種，分布於西太平洋區，包括日本、馬紹爾群島、印尼、巴布亞紐幾內亞、所羅門群島、澳洲和斐濟等海域，深度3至32公尺，本魚體延長且側扁，頭大、眼大、口大且斜裂，體被弱櫛鱗，體色透明，腹部銀色並帶有藍色金屬光澤，尾柄部有一黑色圓斑，臀鰭基部至下尾部邊緣有一條黑色細紋，體長可達5公分，棲息珊瑚礁區，夜間活動，屬肉食性，繁殖期時，雄魚具有口孵習性，卵約7日化成仔魚，由雄魚吐出，具短暫的仔魚飄浮期，生活習性不明。